# Il piatto piange (romanzo)
Il piatto piange è un romanzo scritto da Piero Chiara e pubblicato nel 1962.
Da esso è stato tratto un film omonimo del 1974 per la regia di Paolo Nuzzi.

## Trama
La storia è ambientata a Luino, una piccola cittadina sul Lago Maggiore, durante il periodo fascista.
Tutto ruota attorno alle interminabili partite a poker degli annoiati giovani del paese, dove i più disparati personaggi, appartenenti ad una variegata umanità fatta di tenutarie di bordello, ladri, camicie nere, svelano poco a poco il loro carattere e le loro storie a volte surreali.
Tutto questo mondo ovattato di paese di provincia e quasi avulso dalla storia verrà spazzato via dalla seconda guerra mondiale e dalla Resistenza italiana.

## Edizioni
- Piero Chiara, Il piatto piange, 1ª ed., Milano, Mondadori, 1962.